# 淺岡俊亮
淺岡 俊亮（あさおか しゅんすけ、1996年6月24日 - ）は、ラグビーユニオン選手。ジャパンラグビーリーグワンの三菱重工相模原ダイナボアーズに所属している。

## 略歴
京都成章高校時代、高校日本代表候補に選ばれた。
2015年、帝京大学に入る。関東学生代表に選ばれたことがある。
2019年、帝京大学卒業後、トヨタ自動車ヴェルブリッツ(現・トヨタヴェルブリッツ)に加入。
2020年1月12日にジャパンラグビートップリーグ第1節ヤマハ発動機ジュビロ戦に途中出場で公式戦初出場を果たす。
2021年、再結成されたサンウルブズのメンバーに選ばれた。
2022年6月18日に行われたリポビタンDチャレンジカップ2022ウルグアイ戦にて先発出場で日本代表初キャップを獲得した。
2023年5月、ニュージーランドのパイレーツ・オールドボーイズに派遣された。
2025年5月、トヨタヴェルブリッツを退団。
2025年7月、三菱重工相模原ダイナボアーズに加入。